# Papat de Viterbo

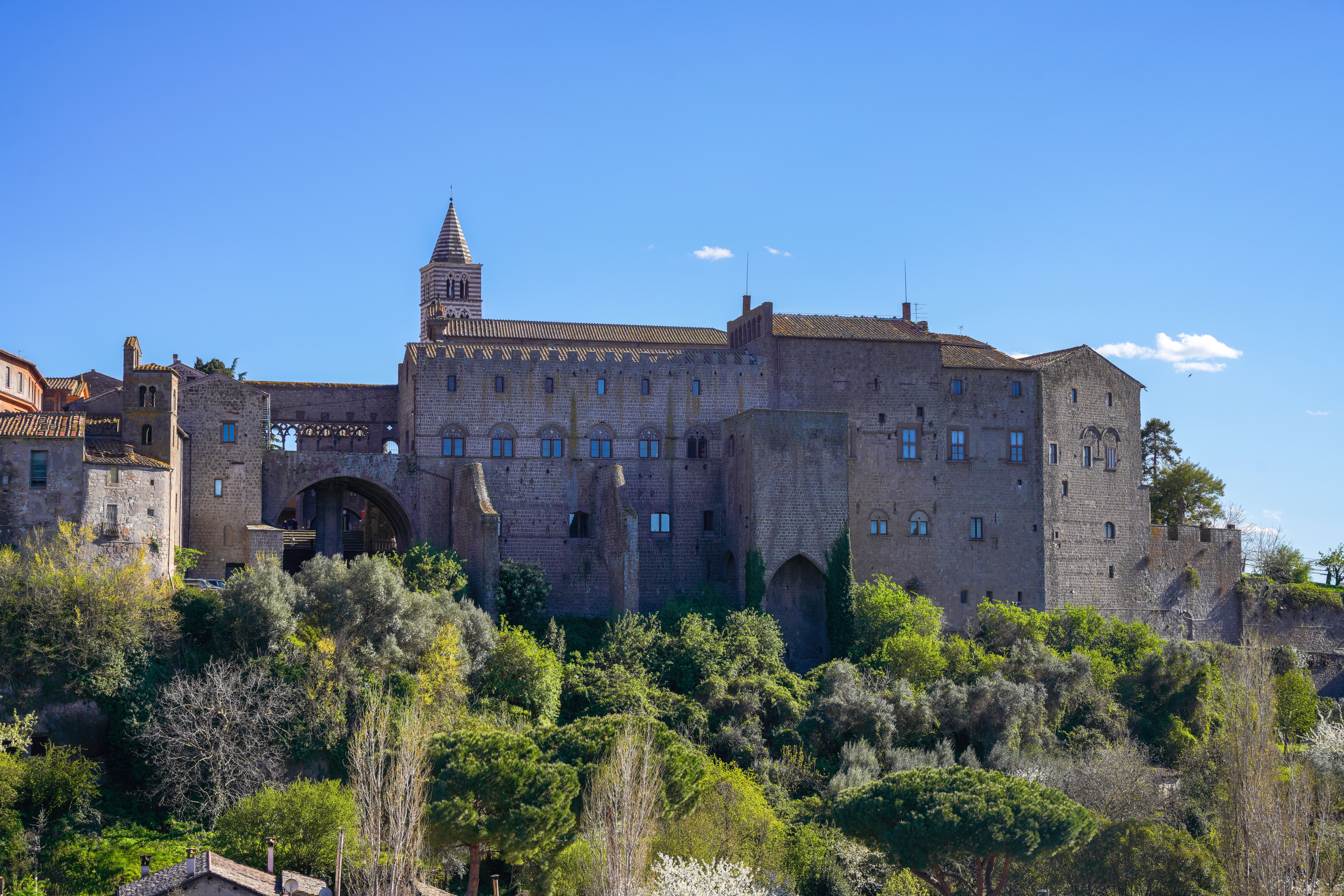
El Palau Papal de Viterbo

Amb una llarga història com a avantatge per a les forces dels antipapes que amenaçaven Roma, Viterbo es va convertir en una ciutat papal el 1243. Durant el segle xiii, l'antiga ciutat italiana de Viterbo va ser la seu de cinc eleccions papals i la residència de set papes i les seves Cúries, i segueix sent la ubicació de quatre tombes papals. Aquests papes van residir al Palau del Papa de Viterbo al costat de la catedral de Viterbo de manera intermitent durant dues dècades, de 1257 a 1281; com a resultat, el palau papal de Viterbo, juntament amb el d'Orvieto, són els palaus papals més extensos del segle xiii que han sobreviscut.
El canvi d'aliances polítiques i econòmiques va empènyer i va treure a diversos papes d'aquest segle de Roma, refugiant-se en altres ciutats estats italianes, invariablement hospitalaris, com Perusa i Orvieto. L'escletxa primària d'aquestes divisions va ser entre els reclamants Angevins i Hohenstaufen al títol d'Emperador del Sacre Imperi Romanogermànic, a qui el papa podia coronar.

## Resum
- Alexandre IV 
  (1254–1261)
- Urbà IV 
  (1261–1264)
- Climent IV 
  (1265–1268)
- Adrià V 
  (1265–1268)
- Joan XXI 
  (1276–1277)
- Nicolau III 
  (1277–1280)
- Martí IV
  (1281–1285)

Papes residencials
Viterbo va ser la residència de cinc papes que van morir allà:

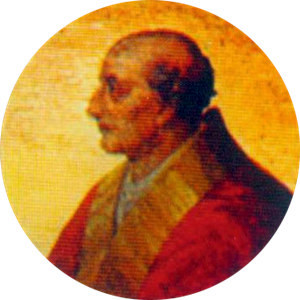
Alexandre IV (1254–1261)
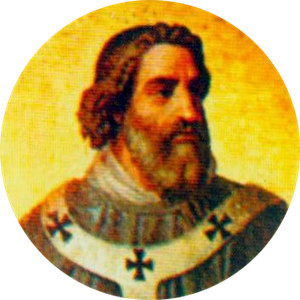
Urbà IV (1261–1264)
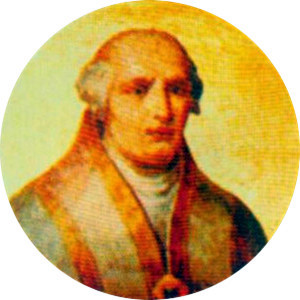
Climent IV (1265–1268) 1
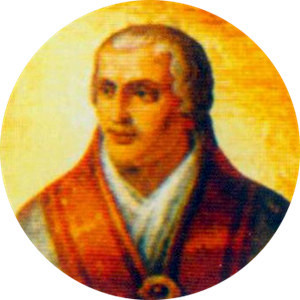
Adrià V (1276)
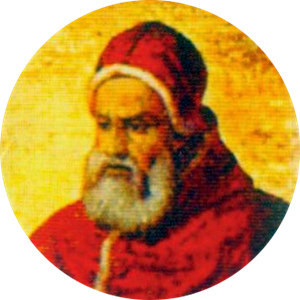
Joan XXI (1276–1277)
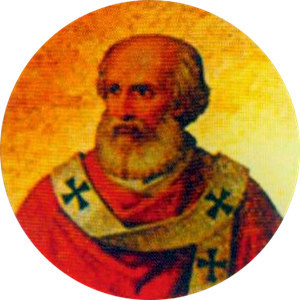
Nicolau III (1277–1280)
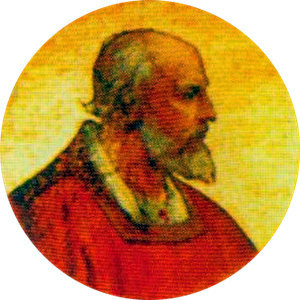
Martí IV (1281–1285)

Dos altres papes van residir temporalment a Viterbo, però es traslladaren a un altre lloc abans de morir:
- Urbà IV (1261–1264)
- Martí IV (1281–1285)

Eleccions papals
Viterbo va ser la seu de cinc eleccions papals:
- Elecció papal de 1261
- Elecció papal de 1268–71 (Catedral de Viterbo)[2]
- Elecció papal de 1276 (setembre) (Catedral de Viterbo)[2]
- Elecció papal de 1277
- Elecció papal de 1280–81 (Catedral de Viterbo)[2]

Cap d'elles es conformaren a les formalitats del conclave, tot i que diversos van ser instrumentals en el desenvolupament de les normes del conclave.

## Connexions papals anteriors
Segons l'article de l'Enciclopèdia Catòlica sobre Viterbo, «durant els segles xii i xiii la ciutat va donar asil en diverses ocasions al Papa». El Papa Pasqual II (1099-1118) va ser portat a Viterbo com a presoner l'any 1111, i quan el papa Adrià IV (1154-1159) es va reunir amb Frederic Barbarroja a la ciutat el 1155, la ciutat estava fermament en mans de l'emperador
Els antipapes Pasqual III (1164-1168) i Calixt III (1168-1178) es van acollir a Viterbo, on la noblesa tenia lleialtats gibel·lines, però -segons l'Enciclopèdia Catòlica, molts dels habitants van romandre lleials a Alexandre III. Viterbo es va rebel·lar contra l'emperador després de la pau entre el papa i l'emperador.
Innocenci III (1198-1216) va emetre una butlla papal des de Viterbo el 1214. Viterbo va romandre lleial a Frederic II, emperador del Sacre Imperi Romanogermànic, i es va negar a admetre el papa Gregori IX en 1232. Una sèrie de setges van portar la ciutat d'anada i tornada entre la lleialtat entre Güelfs i Gibel·lins.

## Història
El papa Alexandre IV va ser triat a Nàpols el desembre de 1254. Va heretar la lleialtat del seu predecessor als demandants de Hohenstaufen al Sacre Imperi Romanogermànic, però ràpidament es va tornar contra ells. A causa de la força de la facció gibelina a Roma, es va retirar a Viterbo el 1257 fins a la seva mort el 1261. Alexandre IV va començar a ampliar la residència del bisbe per la Catedral i el Palau Papal es va completar probablement en 1266.
El successor d'Alexandre IV, el papa Urbà IV, va tornar a Viterbo de les Croades i va estar present allà quan va morir Alexandre IV. Urbà IV, que no era cardenal, es va traslladar a Perusa després de la seva elecció, on va morir. Urbà IV va passar l'hivern i la primavera de 1261-1262 a Viterbo.
El successor de Urbà IV, Climent IV, va ser elegit a Perusa, però es va establir a Viterbo, on va romandre fins a la seva mort. Climent IV va establir una residència permanent a Viterbo el 1266. Ni tan sols va tornar a Roma per a la coronació de Carles d'Anjou com a emperador del Sacre Imperi Romanogermànic pel Col·legi de Cardenals.
L'elecció després de la mort de Climent IV, a Viterbo, va durar tres anys. El Papa Gregori X, que tampoc no era cardenal i es trobava allunyat a les Croades, va ser finalment triat. Gregori X va tornar a Roma, i va morir a Arezzo, mentre tornava del Segon Concili de Lió, a França. El seu successor, el papa Innocenci V també va residir a Roma.
El papa Adrià V va ser papa durant una mica més d'un mes, i va aconseguir poc més que morir a Viterbo fins i tot abans de ser ordenat sacerdot. El seu successor portuguès, el papa Joan XXI es va quedar a Viterbo. Joan XXI va ampliar el palau papal a Viterbo, i va morir quan un tros del sostre va caure sobre ell.
El següent papa, el Nicolau III, encara que des de la poderosa família romana Orsini, també va morir a Viterbo el 1280. Durant les eleccions consegüents, els magistrats de Viterbo van tancar dos cardenals Orsini a la presó. En el moment en què el seu successor, Martí IV, va ser triat, Viterbo havia estat sotmès a interdicte, i perquè el papa francès va ser ressentit a Roma, va ser coronat a Orvieto. La influència de Viterbo sobre el papat va disminuir després de la mort de Martí IV a Perusa en 1285.
El Papa Pius II va estar a Viterbo el 1462 per celebrar la festa del Corpus Christi.

## Arquitectura

### El palau papal

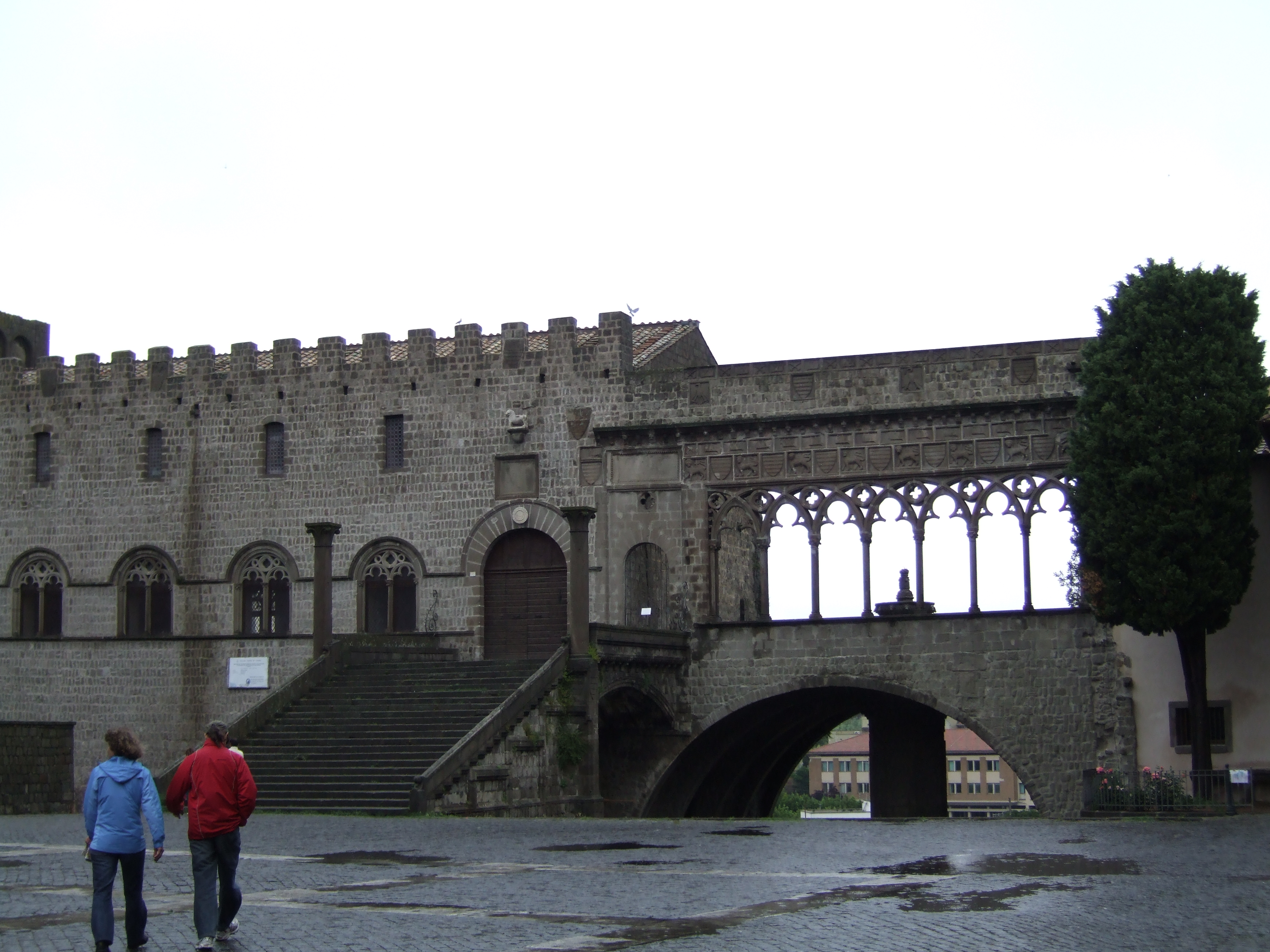
La loggia del palau papal

El palau de Viterbo havia estat la residència del bisbe de Viterbo fins als anys 1250. Alexandre IV (1254-1261) va ampliar el palau per utilitzar-lo com a residència papal. Es va completar un gran afegit de tres pisos en 1266, durant el regnat de Climent IV (1264-1268). El palau va ser redecorat a la dècada de 1290, i algunes de les noves addicions porten l'escut Caetani del papa Bonifaci VIII (1294-1303). Segons el Prof. Radke, encara que Bonifaci VIII mai no va visitar Viterbo durant el seu papat, "les armes papals indiquen que l'estructura no havia perdut per complet les seves associacions papals".
Segons el Prof. Radke, "els palaus papals de Viterbo i Orvieto són els palaus papals més extensos del segle xiii per sobreviure al nostre dia". Radke data una sèrie de frescos al palau a la seva ampliació durant la residència de Climent IV (1264-1268).

### Tombes papals
Hi ha quatre papes enterrats a Viterbo:
- Alexandre IV (destruïda el 1490)[2]
- Climent IV (extant, S. Francesco)[2]
- Adrià V (extant, S. Francesco)[2]
- Joan XXI (extant, catedral de Viterbo)

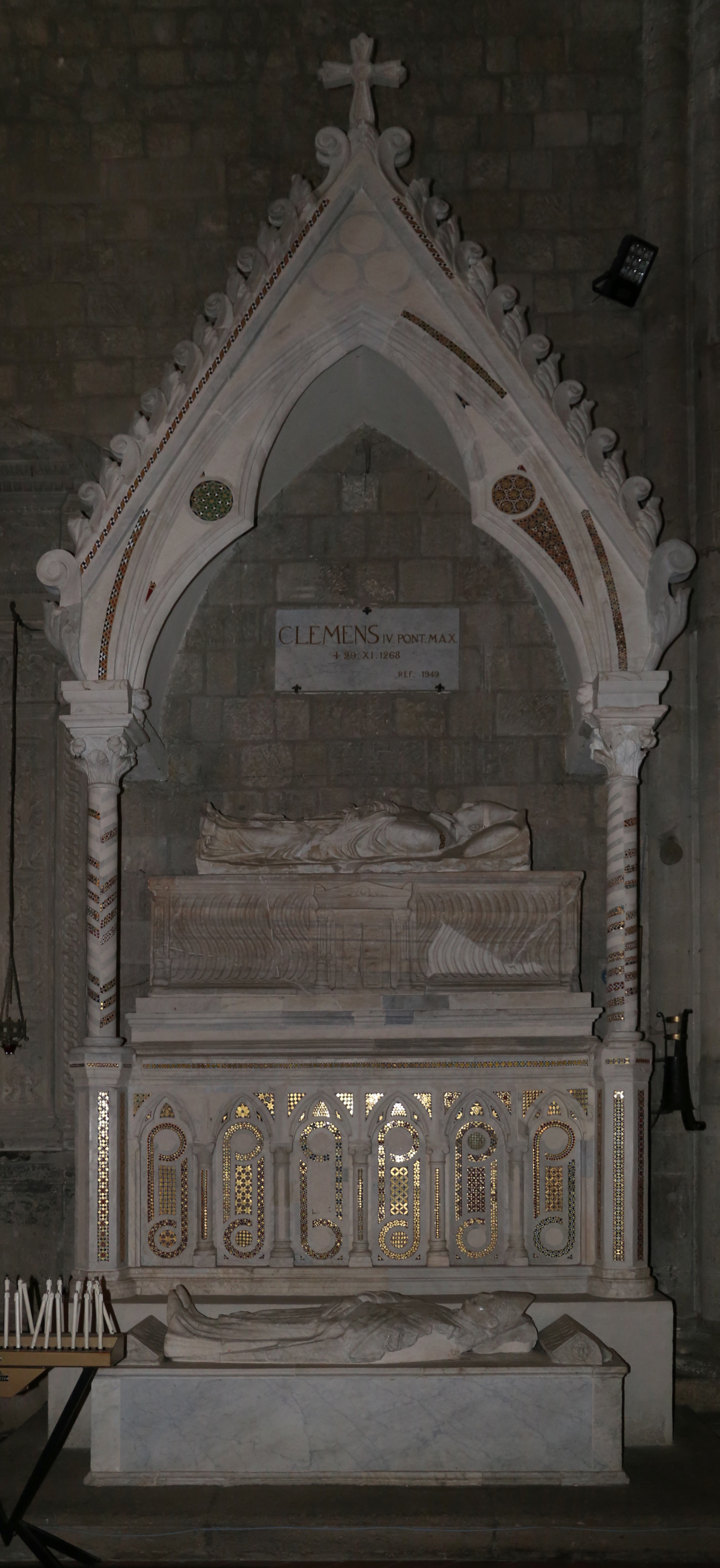
Tomba de Climent IV a S. Francesco
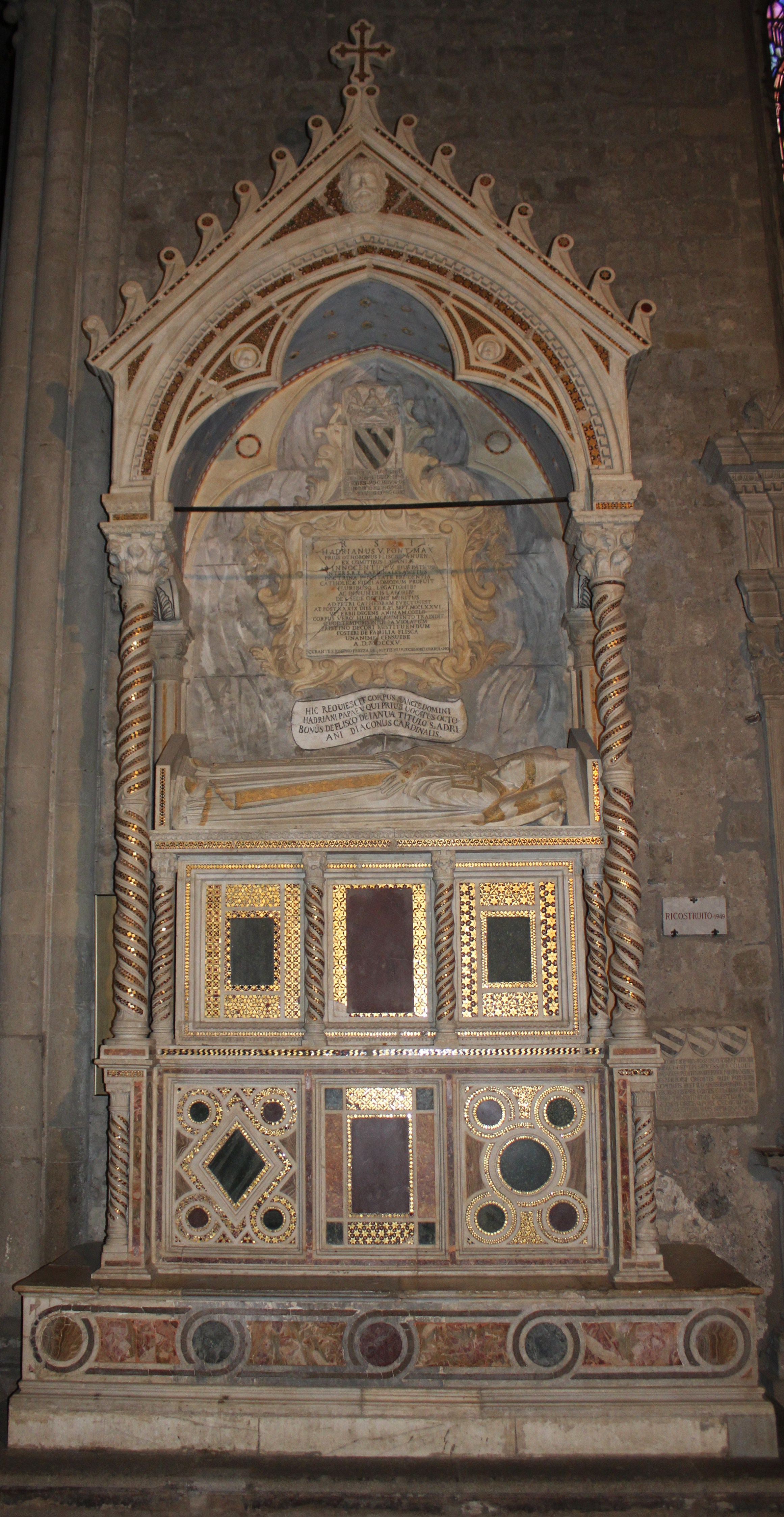
Tomba d'Adrià V a S. Francesco
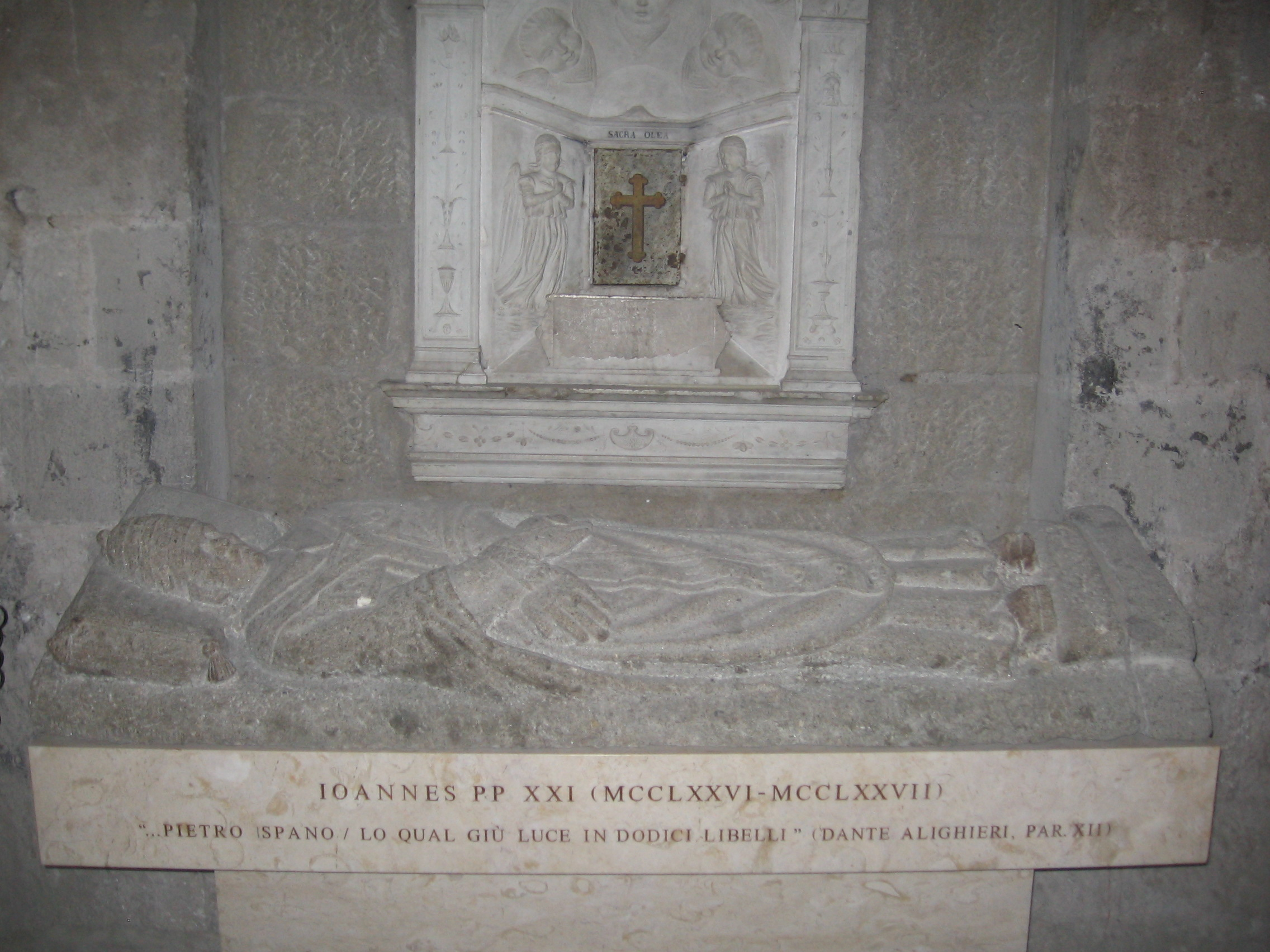
Tomba de Joan XXI a la catedral de Viterbo

Nicolau III, member de la poderosa familia romana dels Orsini, va ser retornat a Roma per a ser enterrat a l'antiga basílica de Sant Pere